# Tommaso Reato
Pas d'image ? Cliquez ici

a Compétitions nationales et continentales officielles uniquement.

b Matchs officiels uniquement.
Tommaso Reato (né le 12 mai 1984 à Rovigo, en Vénétie) est un joueur professionnel italien de rugby à XV qui pèse 96 kg pour 1,93 mètre. Il évolue au poste de deuxième ligne.
Il évolue en club avec Rugby Rovigo.

## Carrière

### En clubs
- Rugby Rovigo ( Italie) 2006-

### En équipe nationale
- Italie 2008–

Tommaso Reato débute avec l'Italie le 2 février 2008 lors du Tournoi des Six Nations 2008 face aux Irlandais. 

## Palmarès

### En équipe d'Italie
(à jour au 28.02.2009)
- 8 sélections avec l'équipe d'Italie
- 0 point
- Sélections par année : 6 en 2008, 2 en 2009
- Tournois des Six Nations disputés : 2008, 2009